# Petrinia lignosa
Petrinia lignosa är en fjärilsart som beskrevs av Walker 1869. Petrinia lignosa ingår i släktet Petrinia och familjen trågspinnare. Inga underarter finns listade i Catalogue of Life.